# Districte de Sarandë
Sarandë és un dels 36 districtes que formen Albània. La seva capital és Sarandë.
Té una població de 35.235 habitants (dades de 2004) i una extensió de 730 km².
Està situat dins el comtat de Vlorë, i està situat al sud del país, limitant amb Grècia. De manera que hi ha una minoria de grecs i gregues en aquesta zona. També inclou alguns poblats valacs.
En el districte es troba un punt molt important com és Butrot.